# Vladimir Groem-Grzjimajlo

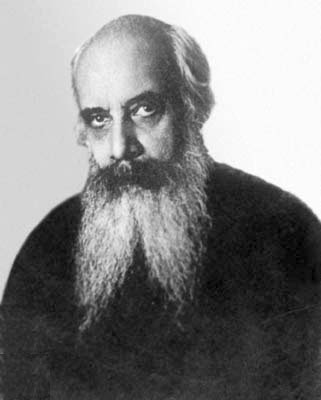
Vladimir Groem-Grzjimajlo

Vladimir Jefimvitsj Groem-Grzjimajlo (Russisch: Владимир Ефимович Грум-Гржимайло) (Sint-Petersburg, 24 februari 1864 - Moskou, 30 oktober 1928) was een Russische uitvinder, onderwijzer en productiemanager en was lid van de Sovjetacademie van Wetenschappen. Hij was een broer van reiziger en natuurwetenschapper Grigori Groem-Grzjimajlo.

## Leven
Vladimir Jefimvitsj werd geboren op 24 februari (12 februari op de juliaanse kalender) 1864 in Sint-Petersburg in een familie van economen. Hij rondde zijn studie af aan het instituut voor mijnbouw in 1885, waarna hij werkte in de metallurgische fabrieken van het Oeralgebied. Vanaf 1907 was hij adjunct (parttime) professor en tussen 1911 en 1918 professor aan het Polytechnisch Instituut van Sint-Petersburg. Van 1918 tot 1924 was hij professor aan het Mijnbouwinstituut van de Oeral en zijn laatste jaren werkte hij aan het ontwerpen van metallurgische en fabrieksovens en stichtte hij het bureau voor metallurgische en thermo-technische constructies in Moskou. Hij stierf op 30 oktober 1928 in Moskou.

## Werken
Hij bewees de economische geschikheid van de Russische Bessemer methode. Hij bewees deze theoretisch door te laten zien dat door de oververhitting de verbranding van koolstof in gietijzer begint vanaf de eerste minuten van de reiniging (bij de Engelse bessemer methode begint de verbranding van koolstof pas na het uitbranden van silicium en mangaan). In 1908 paste hij voor het eerst de wetten van de natuurkundige scheikunde toe (wet over de staat van evenwicht van een systeem afhankelijk van een verandering in de temperatuur en de wet van beweging van massa) voor de uitleg van de processen, die leiden tot de Bessemer convertor en tot het staalbad van de open-hart oven.
In 1910 stelde hij een theorie op voor de berekening van vuurovens, waarbij hij de wetten van hydraulica toepaste op de beweging van ovengas. Na het bestuderen van de eigenschappen van vuurvast materiaal, in het bijzonder dinas baksteen, ontwierp hij de "theorie van de regeneratie van de dinas baksteen", die tot op heden de basis vormt voor de techniek van dit proces. In zijn boek "rollen en kalibreren" legde hij voor de eerste keer de kalibratiemethoden voor schachten wetenschappelijk uit, die tot dan toe geheim werden gehouden door de industriëlen. Dit boek vormde het begin van de theoretische studie van kalibratie.
Onder zijn leiding werden ontwerpen voor de verschillende herverhittingsovens toegepast; systematisch (методических; metoditsjeskich) (voor de verhitting van de baren voor het rollen), smid (кузнечных; koeznetsjnych) (voor thermische behandeling van metalen), drogen (сушильных; soesjilnych), ontharding (отжигательных; otzjigatelnych) en open-hart (мартеновских; martenovskich).